# ザ☆ドラえもんズ ゴール!ゴール!ゴール!!
『ザ☆ドラえもんズ ゴール!ゴール!ゴール!!』は、2002年に公開された日本のアニメ映画である。同時上映は『ドラえもん のび太とロボット王国』『ぼくの生まれた日』。
ザ・ドラえもんズ映画の最終作。

## 概要
ザ・ドラえもんズシリーズ最終作。本編中の音声は音楽と効果音のみで、台詞が一切ないサイレント劇として製作されている。上映時間も7分程度とシリーズ最短である。
クライマックスはシュートで決めており、「親友テレカ」は第3作目『ムシムシぴょんぴょん大作戦!』以来未登場となった。
なお、この作品が公開された2002年は日本・韓国共催でサッカーワールドカップが行われた年でもある。

## あらすじ
ドラメッド三世の魔法の絨毯に乗っていたドラえもんズ（ドラえもんを除く6人）。そこへ突如、悪の科学者・Dr.アチモフ率いる悪の軍団からサッカー対決を仕掛けられる。しかし、アチモフの用意した特設会場「アチモフスタジアム」には、ドラえもんズを妨害する為の罠が大量に仕掛けられていた。

## キャラクター
ドラリーニョ
第2作目、第6作目に続いて本作の主役。ラストでは彼がシュートを決める。
ドラ・ザ・キッド
普段は高い所が苦手だが、多少克服されたのか、全員が海に落下しそうになった時彼の空気砲のおかげで助かる。
エル・マタドーラ
得意のヒラリマントで援護する。この映画では珍しくシエスタの場面がない。
ドラメッド三世
ゴールキーパーを担当。顔面にボールが当たり、怒って巨大化する。カナヅチで水に触れることも苦手だが、多少克服したのか、仲間とともにシンクロを披露した。ゴールキーパーでは、敵のシュートで何度か痛い目に遭い、昇ろうとした王ドラにズボンを下ろされるなど不憫な役が多い。
ドラニコフ
かつては、丸いものを見ると狼男になるが、彼も克服したのかボールなどある程度のものは大丈夫になった。巨大な扇風機が満月に見えたため変身し、トウガラシを食べて火を吐いた。なお、彼が狼男になる前にマフラーを取った所を見られるのは本作初である。
王ドラ
カンフーが得意とするため、最初にボールを蹴ったがドラリーニョにぶつかったり、エル・マタドーラが避けたボールに当たって容器のように割れたりと酷い目にあう。
Dr.アチモフ
第2作目『怪盗ドラパン謎の挑戦状!』、第5作目『ドキドキ機関車大爆走!』に続いて3度目の登場の悪の科学者。ドラえもんズにサッカー対決を挑み、様々な装置を駆使して勝とうとする。しかし、またしてもドラえもんズに敗れた。
アチモフ軍団
Dr.アチモフが率いる悪のサッカーチーム。ドラえもんズとサッカー対決を繰り広げる。
ドラえもん
前作の第6作目に引き続いて不在（前作とは異なり一切説明が無いため理由は不明）。ただし、ドラリーニョがお尻を焦がして走り回るシーンで地面にドラえもんの顔が描かれている。予告では、のび太とともにナレーションを務める。

## スタッフ
主題歌も存在しないため、スタッフロールは本編ラストにBGMと共に流れる。
- 原作 - 藤子・F・不二雄
- 監督 - やすみ哲夫
- 作画監督 - 高倉佳彦
- 美術監督 - 明石聖子
- 撮影監督 - 箭内光一
- 録音監督 - 大熊昭
- 音楽 - 宮崎慎二
- 編集 - 小島俊彦
- 色彩設計 - 今泉ひろみ
- 原案協力 - 寺田憲史
- 原画 - 佐々木正勝、高倉佳彦
- 動画 - 村山健治、端由美子、佐藤綾、栗田智代、木透富子、棗田麻奈美
- プロデューサー - 市川芳彦、岩本太郎、梶淳
- チーフプロデューサー - 増子相二郎、木村純一
- 制作協力 - 藤子プロ、ASATSU-DK
- 制作 - シンエイ動画、小学館、テレビ朝日